# Alfred Dunhill Kampioenschap 2010
Het Alfred Dunhill Kampioenschap 2010 - officieel het Alfred Dunhill Championship 2010 - was een golftoernooi dat liep van 9 tot en met 12 december 2010 en werd gespeeld op de Leopard Creek Golf Club in Mpumalanga. Het toernooi maakte deel uit van de Sunshine Tour 2010 en de Europese PGA Tour 2011, het eerste toernooi van het Europese PGA-seizoen.
Titelhouder was Pablo Martín en verlengde dit jaar zijn titel door het toernooi opnieuw te winnen.
Het toernooi wordt weer gespeeld op de Leopard Creek Golf Club in Malalane. De baan is ontworpen door Gary Player en heeft een par van 72. Langs de zuidkant van de baan loopt de Krokodilrivier. Vanaf de green van hole 13 ziet men de 32 meter lager gelegen rivier en haar bewoners. Aan de overkant van de rivier is het Kruger Nationaal Park.

## Verslag
Het toernooi is van 9-12 december, en is het eerste toernooi van seizoen 2010-2011. Voor kerstmis wordt ook nog het Zuid-Afrikaans Open van 2010 voor het nieuwe seizoen gespeeld.
De 25-jarige Zuid-Afrikaanse rookie Anthony Michael is zijn eerste seizoen goed begonnen. Na de eerste ronde stond hij met 66 aan de leiding, en verstevigde zijn voorsprong met twee slagen tijdens de tweede ronde. Floris de Vries wist zich te kwalificeren voor het weekend, Guillaume Watremez niet.

### Ronde 3
De derde ronde werd slechts door veertien spelers onder par gespeeld. Thomas Aiken maakte met -5 de beste dagronde en steeg naar de 6de plaats, Phillip Price maakte -4 en steeg van de 45ste naar de 12de plaats. Pablo Martín maakte ook -4 waarna hij de eerste plaats deelde met Anthony Michael en Dawie Van Der Walt. Ze moesten daarna nog een paar holes spelen, waarna Anthony Michael weer alleen aan de leiding stond, en Martin en Van Der Walt de tweede plaats deelden.
Alle spelers die par speelden verbeterden hun positie. Floris de Vries bleef met +2 op dezelfde plaats staan.

### Ronde 4
De 20-jarige Thorbjørn Olesen, die in 2010 als nummer 3 op de Europese Challenge Tour eindigde en deze week op uitnodiging meespeelde, startte een uur voor de laatste partij en maakte met -6 de beste dagscore.
Pablo Martín en Anthony Michael speelden de vierde ronde samen in de laatste partij. Beiden begonnen met een birdie, maar daarna maakte Martin een eagle op hole 2 en Michael een bogey op hole 3. Martin stond na negen holes -5 en Michael -1. Toen Michael ook nog een dubbelbogey op hole 11 moest noteren, leek de uitslag vast te staan, totdat op hole 17 Martin een triple-bogey maakte en op -10 kwam, en Michael een bogey maakte en op -9 kwam. Met slechts één slag verschil begonnen ze aan Hole 18, een par-5. Pablo Martín eindigde in stijl met een birdie en zijn tweede overwinning van dit toernooi.
Floris de Vries verbeterde zijn positie door een ronde van 70 te slagen. Hij eindigde op de 27ste plaats.
- Leaderboard

| Speler             | Ronde 1 | Stand | Ronde 2 | Totaal | Stand | Ronde 3 | Totaal | Stand | Ronde 4 | Totaal | Stand |
| ------------------ | ------- | ----- | ------- | ------ | ----- | ------- | ------ | ----- | ------- | ------ | ----- |
| Pablo Martín       | 69      | T11   | 70      | 139    | T6    | 68      | 207    | T2    | 70      | 277    | 1     |
| Anthony Michael    | 66      | 1     | 69      | 135    | 1     | 71      | 206    | 1     | 73      | 279    | T2    |
| Thorbjørn Olesen   | 71      | T28   | 68      | 139    | T6    | 74      | 213    | T12   | 66      | 279    | T2    |
| Charl Schwartzel   | 70      | T18   | 70      | 140    | T12   | 69      | 209    | T4    | 70      | 279    | T2    |
| Thomas Aiken       | 72      | T31   | 72      | 144    | T32   | 67      | 207    | T6    | 70      | 281    | 5     |
| Robert Dinwiddie   | 69      | T11   | 72      | 141    | T16   | 71      | 212    | T7    | 70      | 282    | T6    |
| Alex Haindl        | 71      | T28   | 66      | 137    | T2    | 72      | 209    | T4    | 73      | 282    | T6    |
| Robert Rock        | 67      | T2    | 70      | 137    | T2    | 75      | 212    | T7    | 71      | 283    | T8    |
| Dawie Van Der Walt | 67      | T2    | 70      | 137    | T2    | 70      | 207    | T2    | 77      | 284    | T10   |
| Floris de Vries    | 73      | T59   | 72      | 145    | T45   | 74      | 219    | T43   | 70      | 289    | T27   |
| Guillaume Watremez | 78      | T134  | 74      | 152    | MC    |         |        |       |         |        |       |

## De spelers
| Spelers van de Europese Tour - Bjorn Akesson - Fredrik Andersson Hed - Matthew Baldwin - Seve Benson - John Bickerton - Alan Bihan - Jean-Nicolas Billot - Richard Bland - Grégory Bourdy - Mark Brown - Andrew Butterfield - Rafael Cabrera Bello - Jonathan Caldwell - Magnus A. Carlsson - Alex Cejka - Robert Coles - Floris de Vries - Robert Dinwiddie - David Dixon - David Drysdale - Klas Eriksson - Matt Evans - Kenneth Ferrie - Oliver Fisher - Tommy Fleetwood - Matt Ford - Ignacio Garrido - Daniel Gaunt - Matt Haines - James Heath - Oskar Henningsson - Michael Hoey - Garry Houston - David Howell - Jeppe Huldahl | - Grant Jackson - Scott Jamieson - Ian Keenan - Mark Laskey - Craig Lee - Stuart Manley - Pablo Martín - Nick McCarthy - Richard McEvoy - Damien McGrane - Jamie Moul - George Murray - Thorbjorn Olesen - Wade Ormsby - Marcus Palm - John Parry - Florian Praegant - Phillip Price - Julien Quesne - Robert Rock - Ricardo Santos - Marcel Siem (2004) - Joel Sjöholm - Anders Sjöstrand - Lee Slattery - Kyron Sullivan - Marius Thorp - Alvaro Velasco - Anthony Wall (2000) - Inder van Weerelt - Peter Whiteford - Oliver Whiteley - Martin Wiegele - Bernd Wiesberger - Fabrizio Zanotti - Julio Zapata - Matthew Zions | Nationale/Regionale Order of Merit - Warren Abery - Reggie Adams - Jaco Ahlers - Thomas Aiken - Christiaan Basson - Oliver Bekker - Jacques Blaauw - Desvonde Botes - Michiel Bothma - Merrick Bremner - TC Charamba - Charl Coetzee - Andrew Curlewis - Adilson Da Silva - Louis De Jager - Warrick Druian - Steven Ferreira - Tyrone Ferreira - Darren Fichardt - Trevor Fisher Jr - Dion Fourie - Branden Grace - Alex Haindl - Justin Harding - Keith Horne - Jean Hugo - James Kamte - Peter Karmis - James Kingston - Jbe' Kruger - Brett Liddle - Ben Mannix - Martin Maritz - Doug McGuigan | - Alan McLean - Titch Moore - Tyrone Mordt - Grant Muller - Garth Mulroy - Mark Murless - Lindani Ndwandwe - Prinavin Nelson - Shaun Norris - Louis Oosthuizen - Hennie Otto - Deane Pappas - Brandon Pieters - Jake Roos - Omar Sandys - Neil Schietekat - Charl Schwartzel - Teboho Sefatsa - Richard Sterne - Chris Swanepoel - Des Terblanche - Toto Thimba - Ryan Tipping - Tyrone Van Aswegen - Ulrich Van den Berg - Willie Van der Merwe - Dawie Van Der Walt - Bradford Vaughan - Clinton Whitelaw Sponsor uitnodiging - Tjaart Van Der Walt |

## Trivia
Malalane is sinds 2007 de officiële naam van Melalane, een boerendorp in Mpumalanga. Melalane Gate is een van de hoofdingangen van het Kruger National Park.